# 迪洛 (密西西比州)
迪洛（英語：D'Lo）是位於美國密西西比州辛普森縣的城鎮。

## 人口
根據2020年美國人口普查的數據，迪洛的面積為1.80平方千米，皆為陸地。當地共有人口373人，而人口密度為每平方千米207人。